# 2024 PT5
2024 PT5 は、地球近傍小惑星 (NEO) に分類される小惑星の一つである。2024年9月29日から11月25日（共に協定世界時）にかけて地球周回軌道上を公転することになり、一時的に月以外の地球の衛星となった観測史上5例目の天体である。大きさは 10 m 程度と推定されている。

## 特徴
2024 PT5 は、2024年8月7日に南アフリカ共和国の南アフリカ天文台で行われている掃天観測プロジェクトである小惑星地球衝突最終警報システム (ATLAS) によって初めて観測された。発見時に与えられた仮称は A119q0V。同年8月14日に小惑星センターより発行された小惑星電子回報 (Minor Planet Electronic Circular, MPEC) において、仮符号 2024 PT5 が与えられた。

## 軌道
太陽からの軌道長半径が 1.012 au（約1億1600万 km）で、離心率が 0.021 の真円に近い軌道を約372日の公転周期で公転しており、地球に類似した軌道要素を持っている。地球軌道との最小交差距離は約 0.006 au（約90万 km）しかなく、地球近傍小惑星 (NEO) に分類されている。太陽からの距離による分類に基づくとアポロ群に属するが、2024 PT5 の研究を行ったマドリード・コンプルテンセ大学の Carlos de la Fuente Marcos は、地球に類似した軌道要素を持ち、地球と緩やかな軌道共鳴関係にある小規模な地球近傍小惑星の小惑星族であるアルジュナ群に分類されると考えられる小惑星と 2024 PT5 の軌道要素がよく一致しているとの見解を示している。地球に類似した軌道となっていることから、アメリカ航空宇宙局 (NASA) のジェット推進研究所 (JPL) 内に設置されている地球近傍天体研究センター (CNEOS) の科学者は、2024 PT5 が遥か以前に小惑星が月へ衝突した際に月の表面から飛散した破片である可能性を示唆している。
発見直後の2024年8月8日に、2024 PT5 は月までの距離の約1.48倍に相当する、地球から約 567,000 km にまで接近した。発見後しばらくは、CNEOS による地球への落下リスク評価が行われていたが、同年8月18日に 2024 PT5 が地球へ落下する潜在的な危険性は無いと判断され、落下リスク評価を終了した。2025年1月9日には再び地球へ約180万 km の距離にまで接近すると予測されており、NASA はこの機会にカリフォルニア州のゴールドストーン深宇宙通信施設からレーダーによる追跡観測を行う予定を発表している。

## 地球周回軌道への進入

地球に対する の軌跡
2024 PT5·
地球·
月

発見後に行われた軌道計算により、2024 PT5 は2024年9月29日19時54分から同年11月25日16時43分（共に協定世界時）までの2ヶ月弱に渡って、地球のヒル球のすぐ外側を 0.002 km/s から 0.439 km/s という低い相対速度で移動することで一時的に地球の重力に捕えられ、地球周回軌道を公転する衛星となる。このとき、地球中心を基準とした際の一時的な軌道要素における離心率は1を超える双曲線軌道となっており、地球中心に対する軌道エネルギーの値は負の符号をとる。地球へ接近した小惑星が地球の重力に捕らえられて一時的な衛星となるのは、2022年6月11日から7月3日までの22日間に渡って地球周回軌道を公転した 2022 NX1 以来5例目の事例となる。月とは異なり、2024 PT5 は地球の周囲を1周することはなく、11月25日16時43分の後は再び地球の重力圏内から脱出して太陽周回軌道を公転することになる。